# NK Triglav Kranj
Nogometni Klub Triglav Kranj, más comúnmente llamado como NK Triglav Kranj o simplemente Triglav, es un equipo de fútbol profesional esloveno que juega en Kranj. Actualmente el club juega en la 1. SNL.

## Palmarés
- Segunda Liga de Eslovenia

Campeón (2): 1997–98, 2000–01
Subcampeón (1): 2009–10

## Jugadores destacados
- Siniša Anđelković
- Josip Iličić
- Jalen Pokorn
- Aleš Mejač
- Aleš Mertelj

## Entrenadores
- Brane Pavlin
- Siniša Brkić (2008–2013)
- Dušan Kosič (2013)
- Siniša Brkić (2013–2017)
- Anton Žlogar (2017)
- Siniša Brkić (2017–2018)
- Dejan Dončić (2018-)